# Želetava
Želetava (německy Schelletau) je městys ležící v okrese Třebíč v Kraji Vysočina, zhruba 17 km jihozápadně od Třebíče a 16 km jihovýchodně od Telče. Nejbližší železniční stanice Moravské Budějovice, nadmořská výška činí 578 m. Žije zde přibližně 1 500 obyvatel.
Sousedními obcemi sídla jsou Meziříčko, Jindřichovice, Rozseč, Štěměchy, Domamil, Cidlina, Martínkov, Předín, Lesonice, Lesná a Svojkovice.

## Poloha
Obec je situována v údolí horního toku Želetavky, v západní části Brtnické vrchoviny. Od severu k jihu protáhlý katastr obce zasahuje na severu až k Horám, k okraji ústřední planiny, zahrnuje úvalovité údolí horního toku Brtnice, část rozvodí u Lesné a nesouměrné údolí Želetavky. Východní svah tohoto údolí je strmější.
Obcí prochází silnice druhé třídy II/112 a silnice první třídy I/38.

## Název
Původ jména není jednoznačně vysvětlen, není jasná souvislost mezi jménem sídla a stejným jménem jím protékající říčky. Je-li původní jméno sídla, zněla jeho původní podoba snad Želatov (není doloženo písemně), odvozená z osobního jména Želat(a), které vzniklo jako domácí podoba některého složeného jména s -žel- (Želimír, Střetužel apod.). Toto nedoložené české jméno vsi by pak bylo přejato do němčiny (nejstarší doložené znění Zeletaw) a odtud znovu v pozměněné podobě do češtiny. Je však též možné, že osada byla pojmenována podle říčky, jejíž jméno by v tom případě bylo předslovanské.

## Historie

### Starší dějiny
První zmínka o vsi pochází z roku 1303, kdy je uváděn farář ze Želetavy. Ves tedy byla jistě staršího původu. V roce 1349 je uváděn Oldřich ze Želetavy, který pocházel z rodu pánů z Bílkova. Ten prodal roku 1368 městečko Želetavu, Markvartice, Jindřichovice, Budíškovice, Štítky s doly a tvrz v Želetavě olomouckému kanovníku Benešovi a Petrovi z Vajtmile. Majitelé vesnice se velmi často střídali, až se v roce 1458, kdy ji vlastnili Heřman a Jindřich z Hradce, stala Želetava součástí telčského panství. Zde zůstala až do roku 1828, kdy došlo k oddělení želetavského panství od Telče. Od roku 1730 byla Želetava sídlem děkanství.

### Správní začlenění obce od roku 1850
Do roku 1849 byla Želetava sídlem stejnojmenného panství v Jihlavském kraji. Pošta, zdravotní a matriční obvod v místě. Šlo o relativně velkou obec s převážně českým obyvatelstvem, v roce 1850 měla 1166 obyvatel. V letech 1850 až 1855 podléhala politické pravomoci podkrajského úřadu v Dačicích a v soudní správě okresnímu soudu v Telči. Po vzniku smíšených okresních úřadů s politickou a soudní pravomocí byla v letech 1855 až 1868 podřízena okresnímu úřadu v Telči. Když byly roku 1868 veřejná správa a soudnictví opět odděleny, vrátila se pod politickou pravomoc okresního hejtmanství v Dačicích, od roku 1919 okresní správu politickou a od roku 1929 okresní úřad tamtéž a v soudnictví opět pod okresní soud v Telči.
Po osvobození v květnu 1945 náležela pod Okresní národní výbor v Dačicích a Okresní soud v Telči. Při územní reorganizaci na přelomu let 1948 a 1949 připadla pod správní okres Moravské Budějovice a v jeho rámci pod nově vzniklý Jihlavský kraj. Při další územní reorganizaci v polovině roku 1960 byla připojena pod správní okres Třebíč a Jihomoravský kraj až do zrušení Okresního úřadu v Třebíči koncem roku 2002. V roce 1960 byla k Želetavě připojena obec Bítovánky, roku 1964 obec Šašovice, roku 1976 obec Lesná. Od roku 2003 spadá Želetava jako samostatná obec pod pověřený městský úřad v Moravských Budějovicích.

### Vývoj obce do konce 20. století
Ve druhé polovině 19. a v první polovině 20. století se většina obyvatelstva obce živila živnostmi a zemědělstvím. V roce 1900 byla výměra hospodářské půdy obce 1308 ha. V obci bylo ředitelství velkostatku a lesní správa hraběnky Attems-Heiligenkreuzové s pivovarem a cihelnou. Také zde působil lihovar F. Staňka. Z živností se k roku 1911 uvádí 1 bednář, 1 holič, 5 hostinských, 1 klempíř, 2 koláři, 3 kováři, 1 koželuh, 1 kožešník, 1 kramář, 4 krejčí, 3 mlynáři, 20 obchodníků s různým zbožím, 7 obuvníků, 2 pekaři, 2 pilaři, 2 pokrývači, 5 prodejců různého zboží, 4 řezníci, 3 sedláři, 1 sklenář, 1 soustružník, 5 stolařů, 3 tesaři, 2 zámečníci a 1 výrobce sodové vody. Byl zde též c. k. poštovní úřad, oddělení finanční stráže a četnická stanice.
V roce 1924 už v obci sídlilo více společností či spolků, byly to: velkostatek F. Staňka, velkostatek A. Attemsové s kruhovou cihelnou a pivovarem, Spořitelní a záloženský spolek v Želetavě, zaps. spol. s r. o., Kontribučenská záložna, Družstevní lihovar Želetava, Konzumní družstvo v Želetavě pro Želetavu a okolí, zaps. spol. s r. o., Rolnické mlékařské družstvo pro Želetavu a okolí, zaps. spol. s r. o. s elektrárnou, Rolnický lihovar a škrobárna v Želetavě, zaps. spol. s r. o., továrna na motory fy Ekonom dříve Želetavia, důchodkový kontrolní úřad, poštovní a telegrafní úřad a četnická stanice. Z živností se k tomuto roku uvádí 1 cukrář, 1 holič, 4 hostinští, 1 klempíř, 1 kolář, 4 kováři a podkováři, 1 kožešník, 6 krejčích a švadlen, 1 malíř, 2 mlynáři (1 s pilou), 10 obchodníků s různým zbožím, 7 obuvníků, 3 pekaři, 1 pilař, 1 pletení punčoch, 2 pokrývači, 2 povozníci, 2 řezníci, 3 sedláři, 1 sklenář, 4 stolaři, 3 tesaři, 2 trafikanti, 1 výrobce kořalky, 4 zámečníci, 1 zednický mistr, 3 zelináři a 51 hospodařících rolníků. Na Želetavce působil Panský (Pachrův) a Pavoukův mlýn.
V letech 1923 až 1926 byla na velkostatku Želetava A. Attemsové o výměře 1755 ha provedena pozemková reforma, které bylo podrobeno 737 ha zemědělské půdy a 1728 ha veškeré půdy. Noví nabyvatelé (drobní zájemci, zbytkový statek) získali 346,9 ha zem půdy a 357,4 ha veškeré půdy. JZD vzniklo roku 1950 a postupně se do něj slučovala menší družstva v okolí, roku 1960 JZD Bítovánky, roku 1961 JZD Horky, roku 1964 JZD Šašovice, roku 1967 JZD Lesná a roku 1974 JZD Meziříčko, toto sloučené družstvo působilo pod názvem JZD Mír Želetava. Roku 1965 převzalo JZD Mír také bývalý statek Františka Staňka, začleněný původně do Státního statku Jaroměřice nad Rokytnou. JZD Mír Želetava hospodařilo na 2 370 ha zemědělské půdy. Po roce 1989 se JZD transformovalo na AGROFAR, s. r. o.
Od roku 1867 pracoval v Želetavě parní pivovar do roku 1953, kdy byl po znárodnění zrušen, od roku 1875 hospodářský lihovar, založený K. Kurzem, jehož majitelem byl před první světovou válkou František Staněk. Počátkem 20. století roku 1910 byla založena zdejší rolnická mlékárna, po roce 1948 znárodněna, naposledy začleněna do n. p. Lacrum Brno, nyní pracuje pod firmou a. s. Želetavská sýrárna. V obci je strojírenská výroba tří menších závodů: fy Strojmont, s. r. o., dříve závod Strojnákup, a fy Brabenec, vzniklá po restituci části majetku z n. p. Strojnákup, roku 1995 vznikla nová firma Tirád, spol. s r. o. Obec byla elektrifikována připojením na síť ZME Brno roku 1927. Nyní převládající zaměstnání: zemědělství, potravinářský a strojírenský průmysl, v obci se provozují řemesla: autoklempíř, pekař, zedník, elektrikář, instalatér, tesař. Po roce 1945 byly postaveny výrobní haly zdejších podniků, hospodářské budovy JZD, přístavba školy s tělocvičnou, mateřská škola, kino, kulturní dům, bytovky, rodinné domky.

### Události 21. století
Obec Želetava v roce 2012 obdržela ocenění v soutěži Vesnice Vysočiny, konkrétně získala ocenění modrý diplom za vzorné vedení obecní knihovny. V roce 2013 obdržela v soutěži diplom za společenský život. Dne 24. dubna 2013 byl obnoven obci status městyse.

## Obyvatelstvo
| Rok            | 1869  | 1880  | 1890  | 1900  | 1910  | 1921  | 1930  | 1950  | 1961  | 1970  | 1980  | 1991  | 2001  |
| -------------- | ----- | ----- | ----- | ----- | ----- | ----- | ----- | ----- | ----- | ----- | ----- | ----- | ----- |
| Počet obyvatel | 2 067 | 2 166 | 2 168 | 2 170 | 2 136 | 2 122 | 2 066 | 1 649 | 1 723 | 1 606 | 1 660 | 1 545 | 1 544 |

| Rok            | 1869  | 1880  | 1890  | 1900  | 1910  | 1921  | 1930  | 1950 | 1961 | 1970 | 1980 | 1991 | 2001  |
| -------------- | ----- | ----- | ----- | ----- | ----- | ----- | ----- | ---- | ---- | ---- | ---- | ---- | ----- |
| Počet obyvatel | 1 162 | 1 224 | 1 236 | 1 296 | 1 222 | 1 160 | 1 106 | 879  | 953  | 853  | 996  | 985  | 1 037 |

## Politika

### Místní zastupitelstvo
V letech 2006–2010 působil jako starosta Oldřich Čech, od roku 2010 tuto funkci zastává Radek Malý.

### Volby do Poslanecké sněmovny
|       | 2006                 | 2010                 | 2013                 | 2017                 | 2021                  |
| ----- | -------------------- | -------------------- | -------------------- | -------------------- | --------------------- |
| 1.    | ČSSD (33,81 %)       | ČSSD (22,37 %)       | KSČM (22,27 %)       | ANO (21,36 %)        | SPOLU (30,33 %)       |
| 2.    | KSČM (23,07 %)       | KSČM (20,55 %)       | ČSSD (21,26 %)       | KDU-ČSL (15,34 %)    | ANO (22,62 %)         |
| 3.    | ODS (19,89 %)        | TOP 09 (13,42 %)     | KDU-ČSL (15,8 %)     | KSČM (13,83 %)       | Piráti+STAN (14,01 %) |
| účast | 62,06 % (754 z 1215) | 58,45 % (716 z 1225) | 56,20 % (703 z 1251) | 59,47 % (738 z 1241) | 65,96 % (782 z 1187)  |

### Volby do krajského zastupitelstva
|      | 1.                | 2.                       | 3.                 | účast                |
| ---- | ----------------- | ------------------------ | ------------------ | -------------------- |
| 2000 | KSČM (26,25 %)    | SNK (25,83 %)            | 4KOALICE (24,37 %) | 43,12 % (502 z 1164) |
| 2004 | KSČM (26,02 %)    | KDU-ČSL (24,09 %)        | ODS (18,07 %)      | 34,74 % (418 z 1203) |
| 2008 | ČSSD (30,57 %)    | KSČM (23,26 %)           | KDU-ČSL (18,84 %)  | 42,68 % (522 z 1223) |
| 2012 | KSČM (24,16 %)    | KDU-ČSL (19,85 %)        | ČSSD (19,61 %)     | 35,28 % (438 z 1247) |
| 2016 | KSČM (18,53 %)    | KDU-ČSL (18,07 %)        | ČSSD (13,95 %)     | 35,2 % (441 z 1253)  |
| 2020 | KDU-ČSL (20,41 %) | STAN+SNK ED (15,77 %)    | ANO (13,92 %)      | 35,58 % (432 z 1214) |
| 2024 | ANO (35,44 %)     | ODS+TOP 09+STO (21,01 %) | KDU-ČSL (14,17 %)  | 34,57 % (402 z 1163) |

### Prezidentské volby
V prvním kole prezidentských voleb v roce 2013 první místo obsadil Miloš Zeman (223 hlasů), druhé místo obsadil Jan Fischer (128 hlasů) a třetí místo obsadil Jiří Dienstbier (124 hlasů). Volební účast byla 62,68 %, tj. 781 ze 1246 oprávněných voličů. V druhém kole prezidentských voleb v roce 2013 první místo obsadil Miloš Zeman (493 hlasů) a druhé místo obsadil Karel Schwarzenberg (281 hlasů). Volební účast byla 61,50 %, tj. 777 ze 1265 oprávněných voličů.
V prvním kole prezidentských voleb v roce 2018 první místo obsadil Miloš Zeman (329 hlasů), druhé místo obsadil Jiří Drahoš (215 hlasů) a třetí místo obsadil Marek Hilšer (78 hlasů). Volební účast byla 65,56 %, tj. 809 ze 1234 oprávněných voličů. V druhém kole prezidentských voleb v roce 2018 první místo obsadil Miloš Zeman (460 hlasů) a druhé místo obsadil Jiří Drahoš (383 hlasů). Volební účast byla 69,18 %, tj. 844 ze 1220 oprávněných voličů.
V prvním kole prezidentských voleb v roce 2023 první místo obsadil Andrej Babiš (275 hlasů), druhé místo obsadil Petr Pavel (246 hlasů) a třetí místo obsadila Danuše Nerudová (160 hlasů). Volební účast byla 69,63 %, tj. 814 ze 1169 oprávněných voličů. V druhém kole prezidentských voleb v roce 2023 první místo obsadil Petr Pavel (482 hlasů) a druhé místo obsadil Andrej Babiš (338 hlasů). Volební účast byla 70,68 %, tj. 827 ze 1170 oprávněných voličů.

## Pamětihodnosti a zajímavosti
- Původní gotický kostel sv. Michala z roku 1303 s hranolovou městskou věží renesančně přestavěn v 16. století, po požárech v 17. a 18. století upraven barokně, po dalším požáru 1842 opět upraven.
- U kostela sochy sv. Jana Nepomuckého z roku 1730 a sv. Jana Křtitele z roku 1794.
- Na hřbitově pozdně renesanční kaple sv. Kateřiny z roku 1583 s nově osazeným nerezovým křížem a pamětní schránkou.
- Barokní kašna z roku 1818 na náměstí, kolem ní stojí čtyři lípy z roku 1918. V roce 2022 byla rekonstruována.[24][25]
- Mariánský sloup z roku 1715 na náměstí.
- Pomník padlým v první a druhé světové válce.
- kaple svatého Antonína Paduánského – v Horkách u Želetavy.
- Celistvost náměstí utrpěla demolicemi a necitlivými přestavbami budov.
- Při silnici do Lesné památný strom – lípa.
- Na katastru obce stávaly zaniklé hornické vsi Štítky severně od Želetavy, po nichž se dochoval název polní tratě Štítky, a Štítečky, připomínané roku 1345.
- Zaniklá ves Petrovice stávala při cestě do Cidliny a připomíná se v letech 1358 až 1417, roku 1598 byla již pustou vsí.
- Od roku 1750 ležela Želetava na poštovní silnici z Vídně do Prahy, k čemuž zde byla postavena budova poštovní stanice.
- Od roku 1972 je po městečku pojmenovaná planetka 9711 Želetava.

## Galerie

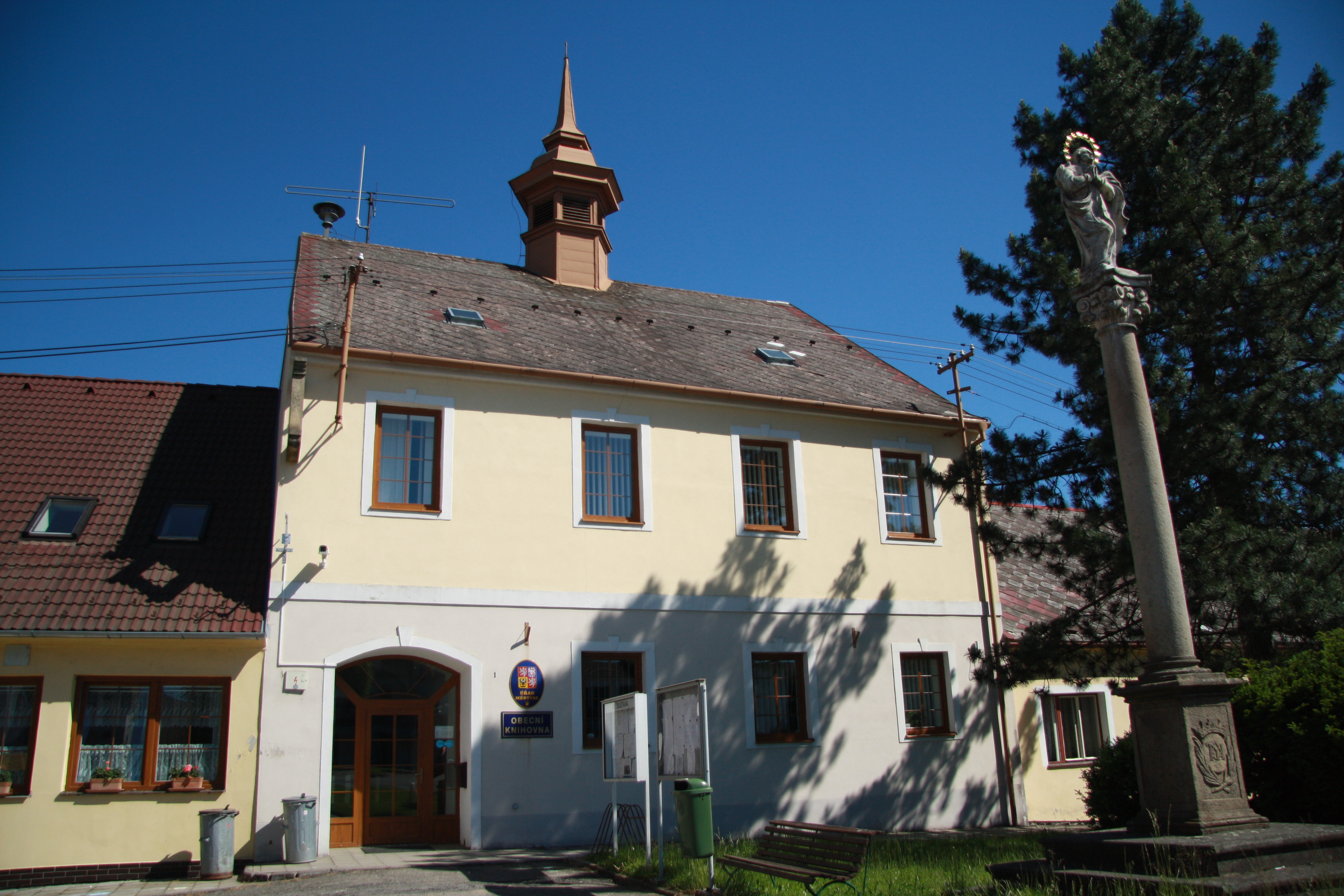
Mariánský sloup a úřad městyse
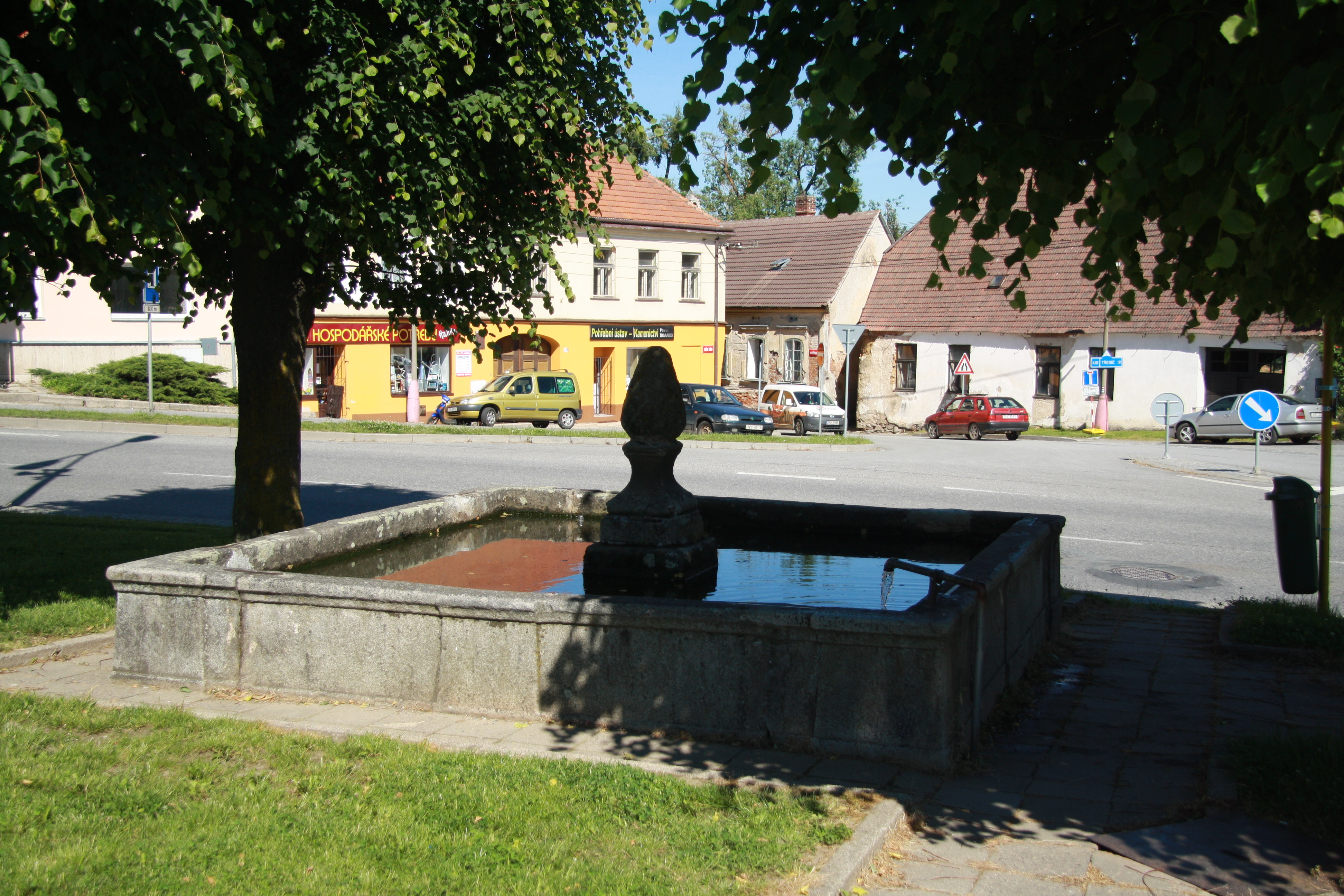
Kašna na náměstí
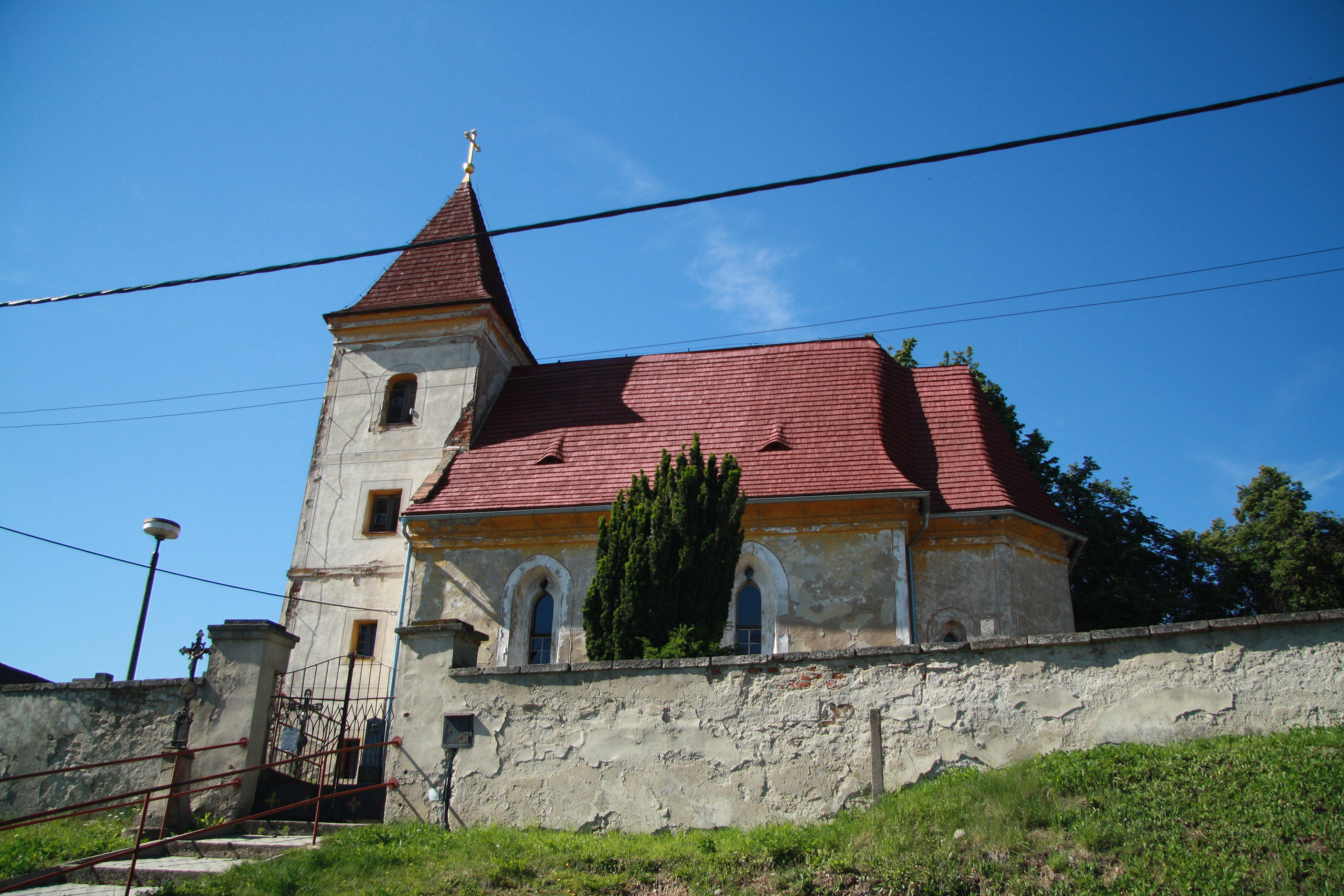
Kaple sv. Kateřiny
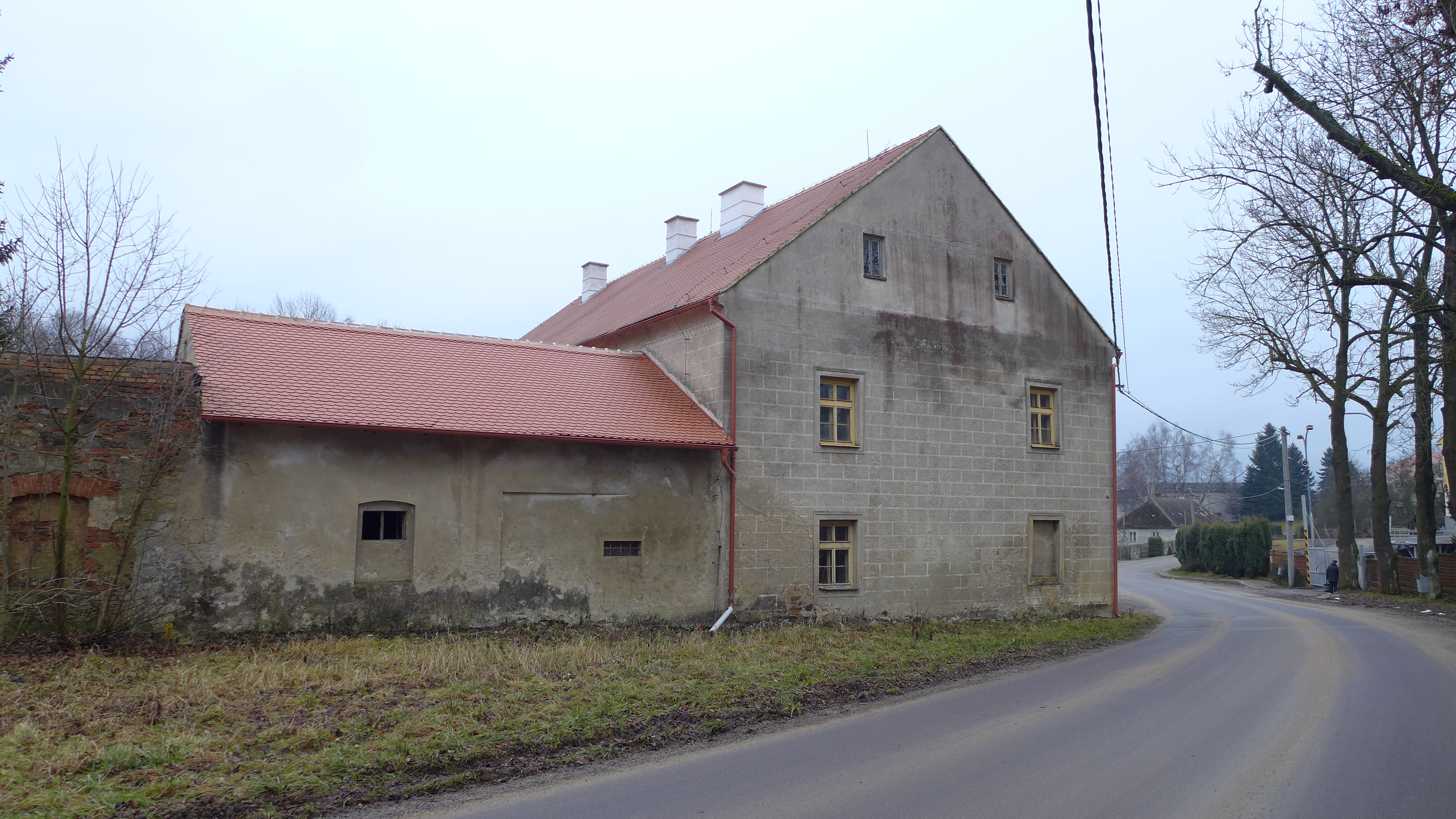
Tvrz Starý hrad
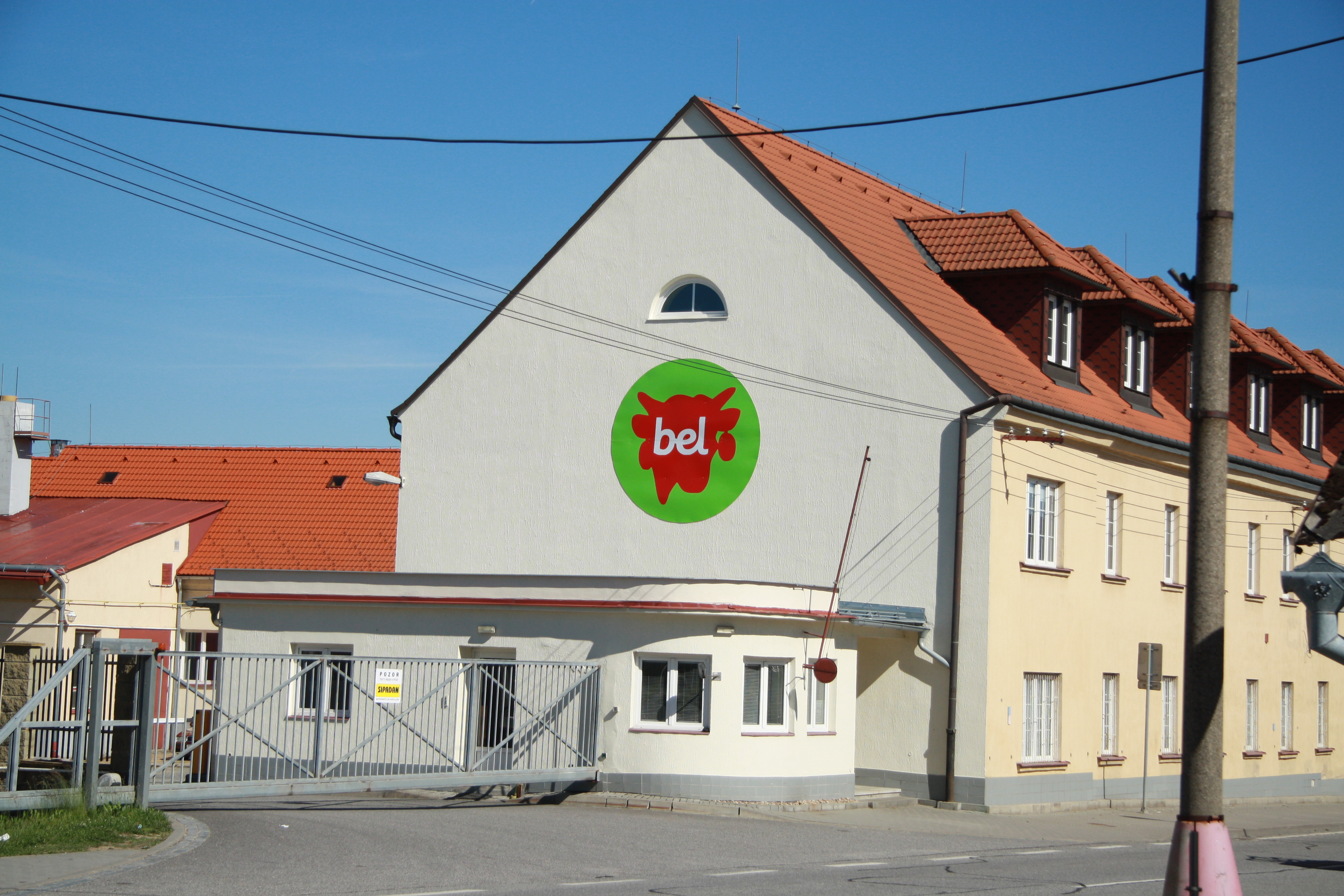
Výrobna Bel Sýry

## Místní osobnosti
- Antonín Bartušek (1921–1974), vědecký pracovník a básník, rodák
- Stanislav Cyliak (1859–1939), dramatik, básník a učitel, ředitel školy v Želetavě
- Jan Jansa (1923–?), pilot RAF
- Jan Pánek (1883–1927), pedagog
- Václav Razik (1921–1984), kněz excurrendo v Želetavě
- Vladimír Rybička (1908–1985), fotograf
- František Staněk (1867–1936), majitel statku v Želetavě, politik
- Melichar Symonides (?–?), kněz
- Krabicové z Veitmile – majitelé želetavského panství
- Bohumil Vrána (1919–2001), pedagog